# 江東区立有明小学校
江東区立有明小学校（こうとうくりつ ありあけしょうがっこう）は、東京都江東区有明二丁目に所在する区立小学校。

## 概要
- 2011年に開校。全校生徒数433名（1年100名・2年89名・3年69名・4年69名・5年46名・6年48名・仲よし15名、2021年度）。
- 同じ敷地内に江東区立有明中学校が併設されているが、同時に開校した近隣の江東区立有明西学園とは異なり、小中一貫校ではない。

## 沿革
- 2011年（平成23年）4月1日 - 東雲小学校より分離し、開校。

## 通学区域
- 有明1～4丁目、青海1～4丁目[2]

## 交通
- 東京臨海高速鉄道りんかい線東雲駅から、徒歩10分。
- ゆりかもめ東京臨海新交通臨海線有明テニスの森駅から、徒歩9分
- 都営バス
  - 海01・東16「有明小中学校前」停留所から、徒歩1分。
  - 都05「有明小中学校前」停留所から、徒歩2分。

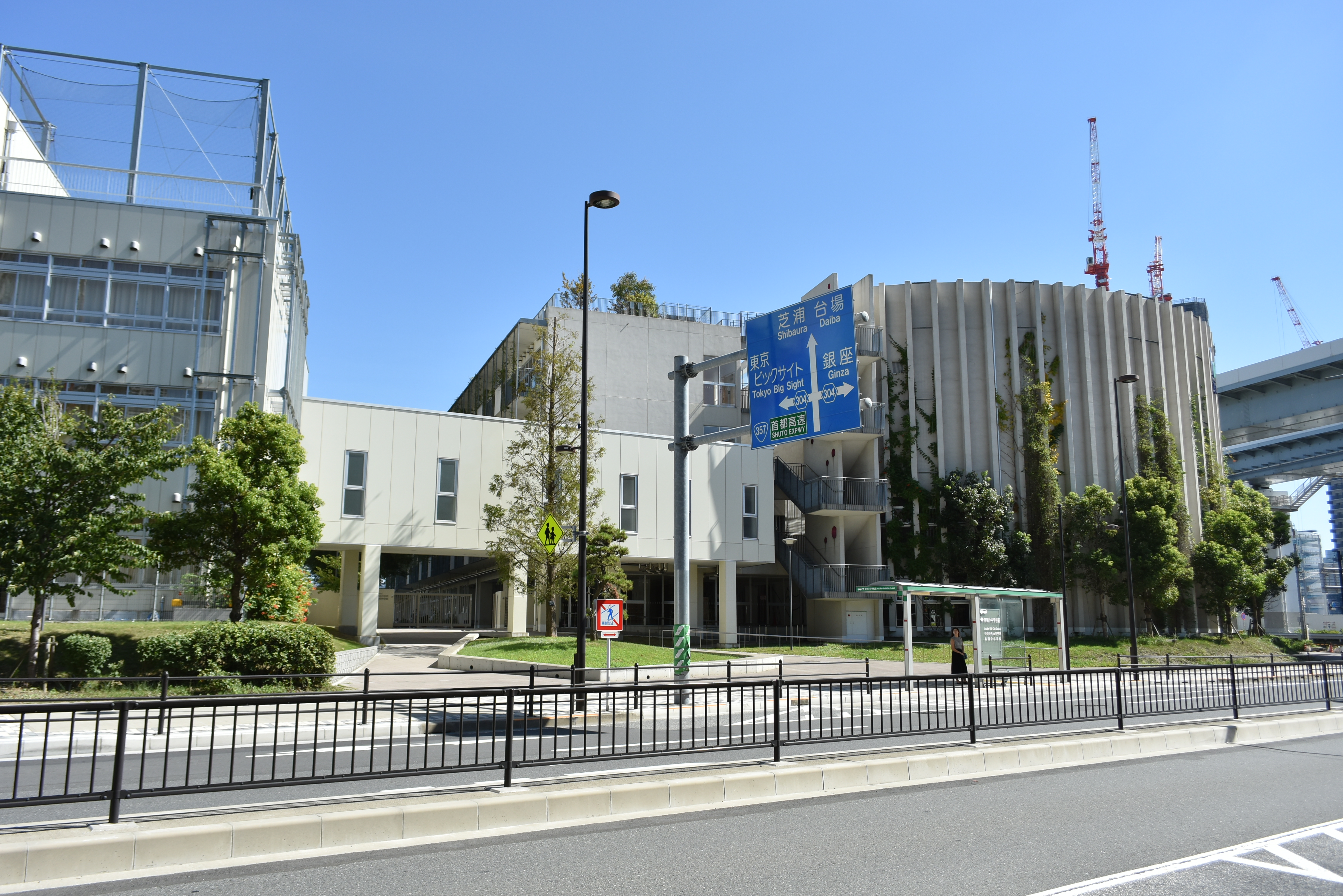
西側から見る（2018年8月25日撮影）